# Gymnotocinclus anosteos
Gymnotocinclus anosteos är en fiskart som beskrevs av Carvalho, Lehmann A. och Roberto Esser dos Reis 2008. Gymnotocinclus anosteos ingår i släktet Gymnotocinclus och familjen Loricariidae. Inga underarter finns listade i Catalogue of Life.